# Don't start now - Jumping into the World
『Don't start now - Jumping into the World』（ドント・スタート・ナウ - ジャンピング・イントゥ・ザ・ワールド）は、韓国出身の女性歌手BoAの、韓国版アルバム 1.5集として発表されたスペシャルアルバム。

## 概要
タイトル通り、本格的な海外進出を象徴する初めてのアルバムである。韓国におけるデビューアルバム「ID; Peace B」の好評を受けて、目標としていた海外進出を目し、特に当盤は米国ないし中国語圏進出を意識したスペシャルアルバムとして発表された。新曲8曲に加え、前作の収録曲のうち、「ID; Peace B」、「SARA」、「I'm sorry」の中国語版と、「ID; Peace B」、「SARA」、「Don't start now」の英語版が収録されている。
これをきっかけに、所属事務所SMエンタテインメントはエイベックスと提携し、BoAの本格的な日本における芸能活動を開始した。日本におけるファーストアルバム「LISTEN TO MY HEART」には、本作収録の「Don't Start Now」、「POWER」、「Dreams come true」の日本語版が収録されている。
なおエイベックスより発売された日本版では、同時発売された限定シングル「Don't start now」との混同を避けるためか「Jumping into the World」のタイトルで発売、CD-EXTRA仕様となっておりBoAのインタビュー動画が閲覧できる。

## 代表曲
韓国国内においては、ピーター・ラフェルソン、ジェフ・ヴィンセントの手によるタイトル曲「Don't start now」が重点的にプロモーションされた。後に日本語版も製作されている。

## 収録曲
1. Don't start now
作詞：ユ・ヨンジン（유영진）、作曲：ピーター・ラフェルソン（Peter Rafelson）、ジェフ・ヴィンセント（Jeff Vincent）
2. AGAIN
作詞：Park Jeonglan, 作曲：カン・ウォンソク（강원석）
3. DESTINY
作詞：Kim Kibeom, Yu Younwook, 作曲：原田憲
4. Love letter
作詞：Kim Jongsook, 作曲：Jung Jaeyoon
  - 後の2007年にリリースされる24thシングル『LOVE LETTER』とは全く別曲である。
5. Love hurts
作詞：Seo Yoongkeun, 作曲：Seo Yoongkeun
6. POWER
作詞：Kim Kibeom, Yu Younwook, 作曲：原田憲
7. Let U go
作詞：Kim Kibeom, Yu Younwook, 作曲：原田憲
8. Don't start now English version
作詞・作曲：ピーター・ラフェルソン、ジェフ・ヴィンセント
9. ID; Peace B English version
作詞：Brian, Jeena Kim, Esther, 作曲：ユ・ヨンジン
10. SARA English version
作詞：Jeena Kim, 作曲：カン・ウォンソク
  - 「サラ」は、ラララ…のような感嘆詞。
11. Dreams come ture
作詞：Kim Kibeom, Yu Younwook, 作曲：原田憲
  - ID; Peace Bカップリング。
12. I'm sorry Chinese version
作詞：Sijie Fairy, 作曲：イ・ヒョンジョン（이현정）
13. ID; Peace B Chinese version
作詞：Sijie Fairy, 作曲：ユ・ヨンジン
14. SARA Chinese version
作詞：Sijie Fairy, 作曲：カン・ウォンソク